# Lanneplaà
Lanneplaà est une commune française, située dans le département des Pyrénées-Atlantiques en région Nouvelle-Aquitaine.
Son gentilé est Lanneplanais.

## Géographie

### Localisation
La commune de Lanneplaà se trouve dans le département des Pyrénées-Atlantiques, en région Nouvelle-Aquitaine.
Elle se situe à 52 km par la route de Pau, préfecture du département, et à 6,0 km d'Orthez, bureau centralisateur du canton d'Orthez et Terres des Gaves et du Sel dont dépend la commune depuis 2015 pour les élections départementales.
La commune fait en outre partie du bassin de vie d'Orthez.
Les communes les plus proches sont : 
Ozenx-Montestrucq (3,0 km), L'Hôpital-d'Orion (3,4 km), Laà-Mondrans (4,0 km), Salles-Mongiscard (4,2 km), Orthez (5,0 km), Bérenx (5,4 km), Baigts-de-Béarn (5,8 km), Orion (5,9 km).
Sur le plan historique et culturel, Lanneplaà fait partie de la province du Béarn, qui fut également un État et qui présente une unité historique et culturelle à laquelle s’oppose une diversité frappante de paysages au relief tourmenté.

### Communes limitrophes
Les communes limitrophes sont  L'Hôpital-d'Orion, Orthez, Ozenx-Montestrucq et Salles-Mongiscard.
| Salles-Mongiscard |           | Orthez            |
|                   | Lanneplaà |                   |
| L'Hôpital-d'Orion |           | Ozenx-Montestrucq |

### Hydrographie

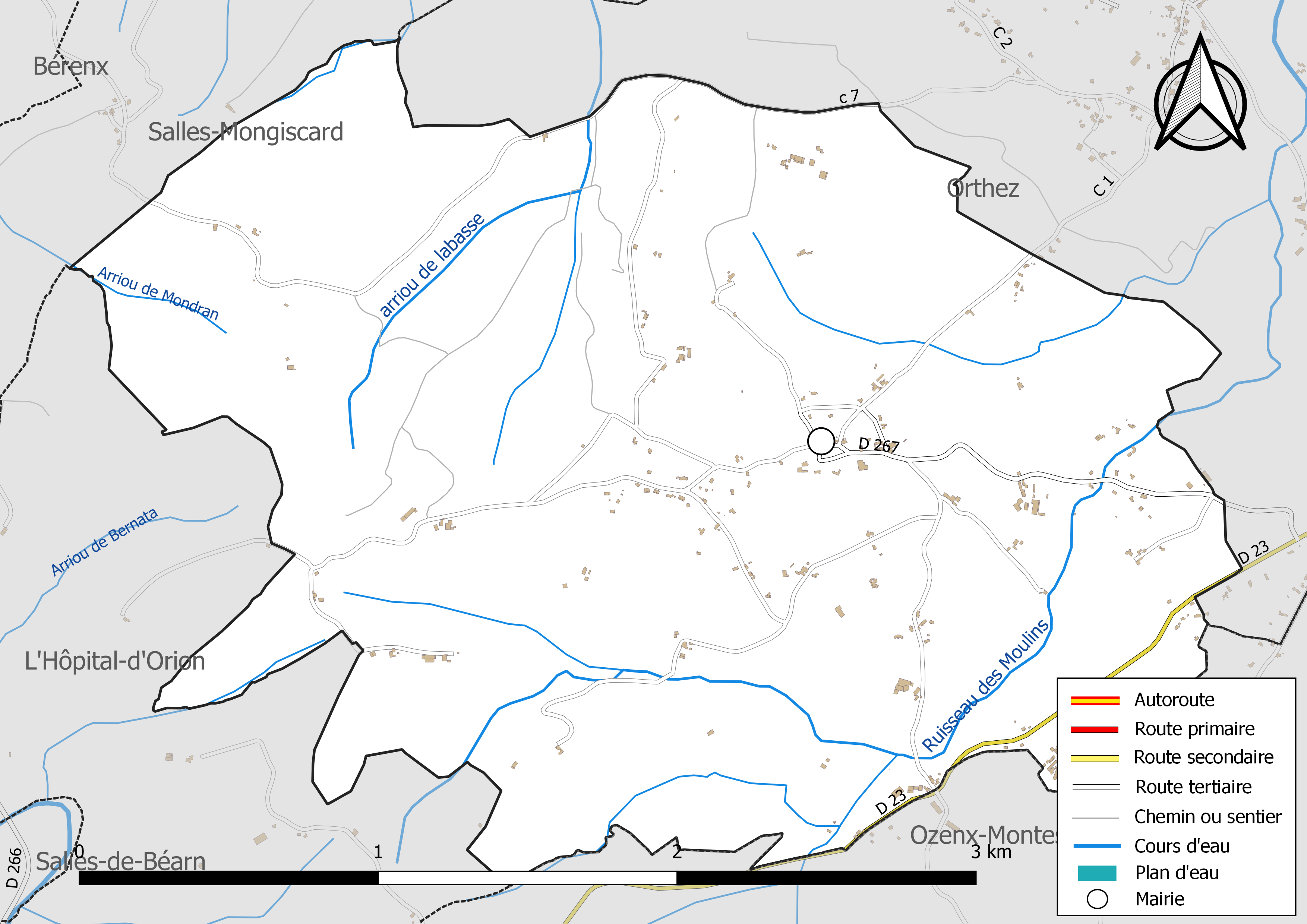
Réseaux hydrographique et routier de Lanneplaà.

La commune est drainée par le ruisseau des Moulins, l’Arriou de Mondran et par divers petits cours d'eau, constituant un réseau hydrographique de 11 km de longueur totale,.

### Climat
Pour des articles plus généraux, voir Climat de la Nouvelle-Aquitaine et Climat des Pyrénées-Atlantiques.
Historiquement, la commune est exposée à un micro climat océanique basque.  
En 2020, Météo-France publie une typologie des climats de la France métropolitaine dans laquelle la commune est exposée à un climat de montagne et est dans la région climatique Pyrénées atlantiques, caractérisée par une pluviométrie élevée (>1 200 mm/an) en toutes saisons, des hivers très doux (7,5 °C en plaine) et des vents faibles.
Pour la période 1971-2000, la température annuelle moyenne est de 13,5 °C, avec une amplitude thermique annuelle de 13,9 °C. Le cumul annuel moyen de précipitations est de 1 306 mm, avec 12,1 jours de précipitations en janvier et 8,5 jours en juillet. Pour la période 1991-2020, la température moyenne annuelle observée sur la station météorologique la plus proche, située sur la commune d'Orthez à 5 km à vol d'oiseau, est de 14,1 °C et le cumul annuel moyen de précipitations est de 1 211,5 mm,. Pour l'avenir, les paramètres climatiques de la commune estimés pour 2050 selon différents scénarios d’émission de gaz à effet de serre sont consultables sur un site dédié publié par Météo-France en novembre 2022.

### Milieux naturels et biodiversité

#### Réseau Natura 2000
Le réseau Natura 2000 est un réseau écologique européen de sites naturels d'intérêt écologique élaboré à partir des Directives « Habitats » et « Oiseaux », constitué de zones spéciales de conservation (ZSC) et de zones de protection spéciale (ZPS).
Trois sites Natura 2000 ont été définis sur la commune au titre de la « directive Habitats », : 
- le « château d'Orthez et bords du gave », d'une superficie de 4 300 ha, un agrosystème favorable à la présence de Chiroptères[18] ;
- le « gave de Pau », d'une superficie de 8 194 ha, un vaste réseau hydrographique avec un système de saligues[Note 4] encore vivace[19] ;
- « le gave d'Oloron (cours d'eau) et marais de Labastide-Villefranche », d'une superficie de 2 547 ha, une rivière à saumon et écrevisse à pattes blanches[20].

## Urbanisme

### Typologie
Au 1er janvier 2024, Lanneplaà est catégorisée commune rurale à habitat dispersé, selon la nouvelle grille communale de densité à sept niveaux définie par l'Insee en 2022.
Elle est située hors unité urbaine. Par ailleurs la commune fait partie de l'aire d'attraction d'Orthez, dont elle est une commune de la couronne,. Cette aire, qui regroupe 26 communes, est catégorisée dans les aires de moins de 50 000 habitants,.

### Occupation des sols

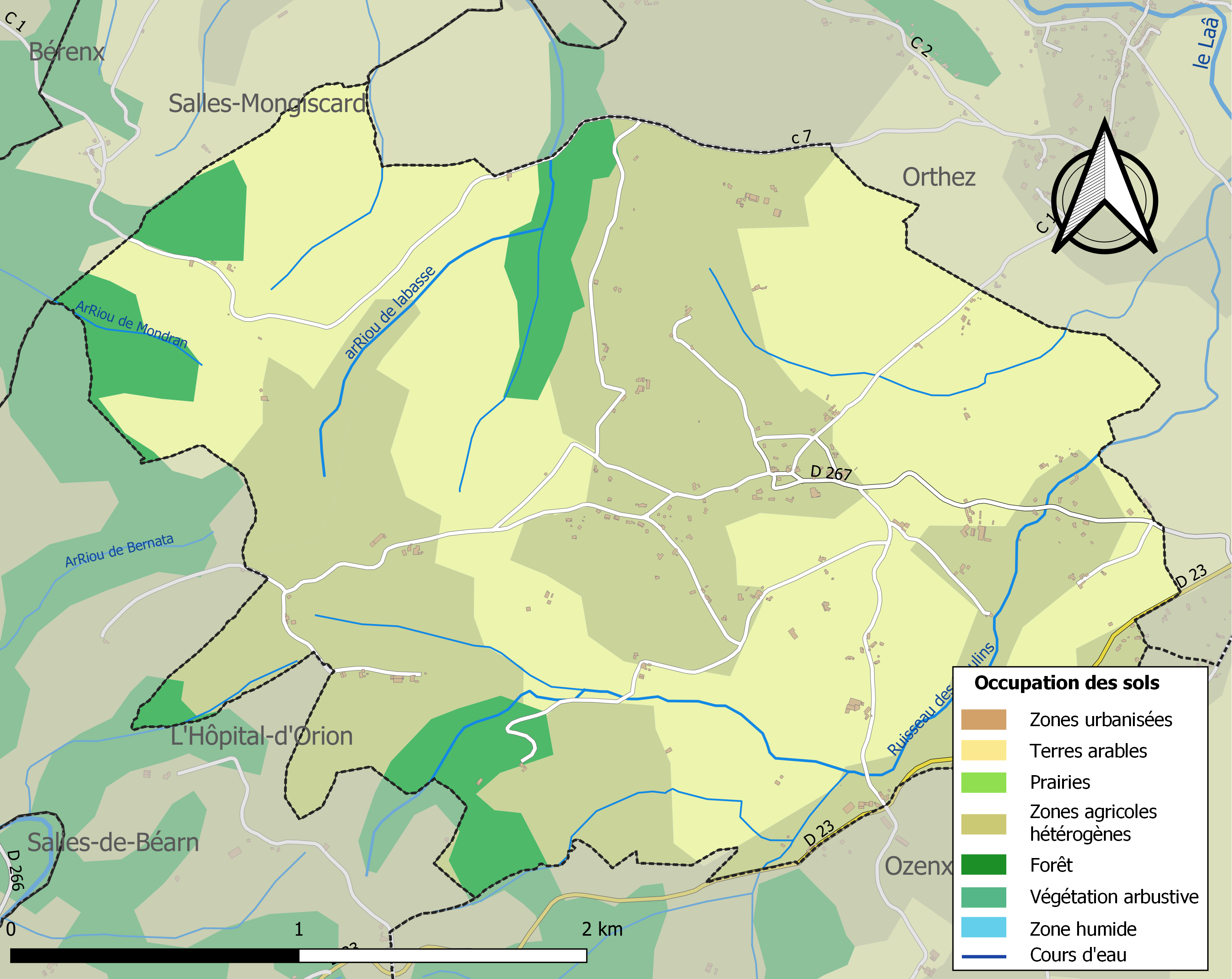
Carte des infrastructures et de l'occupation des sols de la commune en 2018 (CLC).

L'occupation des sols de la commune, telle qu'elle ressort de la base de données européenne d’occupation biophysique des sols Corine Land Cover (CLC), est marquée par l'importance des territoires agricoles (91,4 % en 2018), une proportion identique à celle de 1990 (91,4 %). La répartition détaillée en 2018 est la suivante : 
terres arables (49,2 %), zones agricoles hétérogènes (42,2 %), forêts (8,6 %). L'évolution de l’occupation des sols de la commune et de ses infrastructures peut être observée sur les différentes représentations cartographiques du territoire : la carte de Cassini (XVIIIe siècle), la carte d'état-major (1820-1866) et les cartes ou photos aériennes de l'IGN pour la période actuelle (1950 à aujourd'hui).

### Lieux-dits et hameaux
- Baraillot[7]
- Bédat[7]
- Bonnecase[7]
- Bosc[7]
- Bounobre[7]
- Bouzoum[7]
- Bracot[7]
- Cabes[7]
- Cambran[7]
- Camdeborde[7]
- Campagne[7]
- Cassiau[7]
- Cassou[7]
- Caubeigt[7]
- Cossié[7]
- Couyet[7]
- Daban[7]
- Goeytes[7]
- Gréchès[7]
- Hau[7]
- Hittos[7]
- Jannette[7]
- Labièle[7]
- Laborde[7]
- Labourdette[7]
- Lacabane[7]
- Lacoste[7]
- Lahourcade[7]
- Lalanne[7]
- Lasserre[7]
- Laubaret[7]
- Laya[7]
- Montardon[7]
- Moulin (le)[7]
- Payrot[7]
- Peyran[7]
- Peyroulou[7]
- Poey[7]
- Poundic[7]
- Pouquet[7]
- Pourére[7]
- Poursioubes[7]
- Sarrail[7]
- Sarrouille[7]

### Voies de communication et transports
La commune est accessible par les routes départementales D 23 et D 267.

#### Sentiers de randonnées
La commune est traversée du nord-est au sud-ouest par le sentier GR 654 ouest, également nommé voie de Vézelay.

### Risques majeurs
Le territoire de la commune de Lanneplaà est vulnérable à différents aléas naturels : météorologiques (tempête, orage, neige, grand froid, canicule ou sécheresse) et séisme (sismicité modérée). Un site publié par le BRGM permet d'évaluer simplement et rapidement les risques d'un bien localisé soit par son adresse soit par le numéro de sa parcelle.

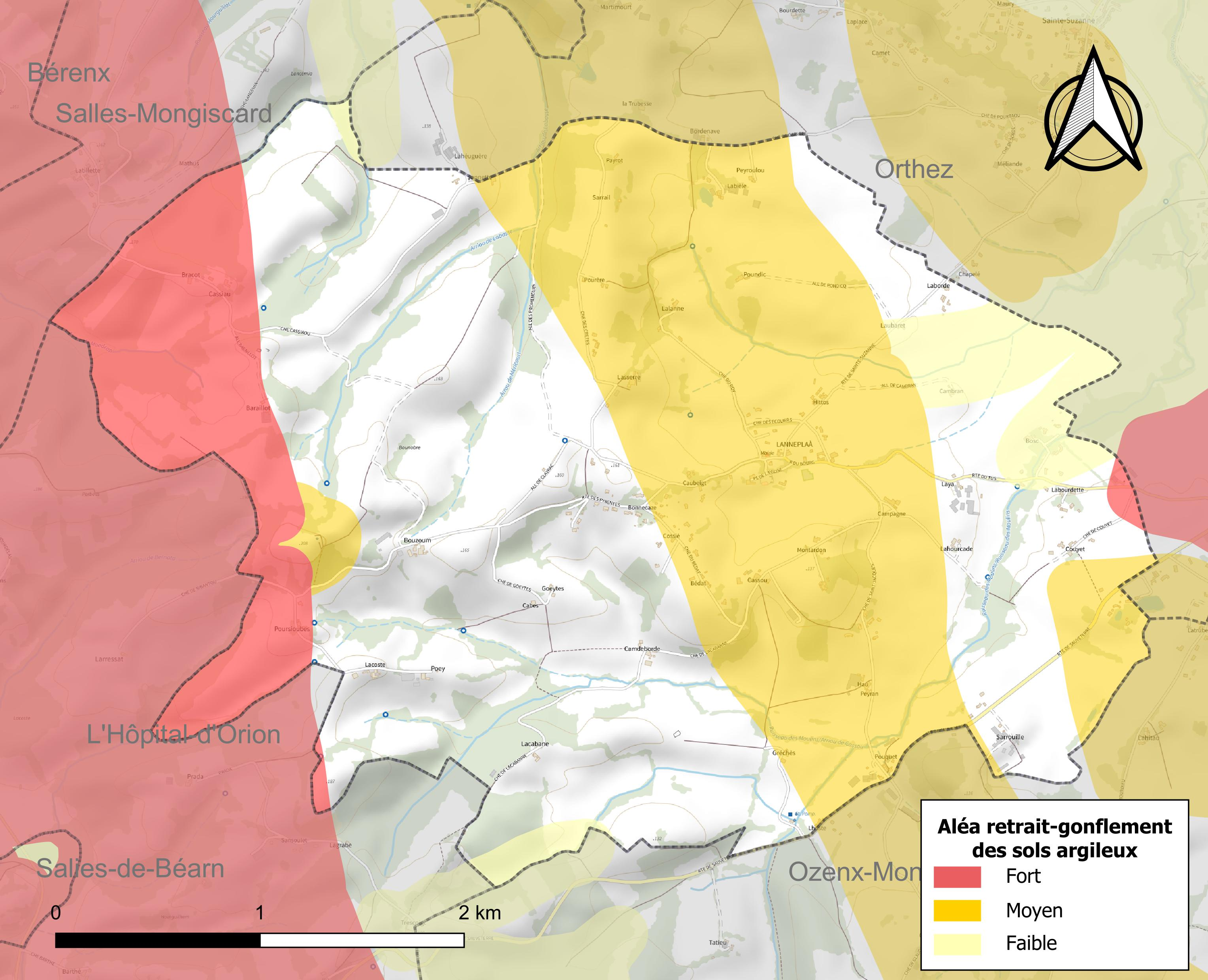
Carte des zones d'aléa retrait-gonflement des sols argileux de Lanneplaà.

Le retrait-gonflement des sols argileux est susceptible d'engendrer des dommages importants aux bâtiments en cas d’alternance de périodes de sécheresse et de pluie. 45,8 % de la superficie communale est en aléa moyen ou fort (59 % au niveau départemental et 48,5 % au niveau national). Depuis le 1er octobre 2020, en application de la loi ELAN, différentes contraintes s'imposent aux vendeurs, maîtres d'ouvrages ou constructeurs de biens situés dans une zone classée en aléa moyen ou fort,.
La commune a été reconnue en état de catastrophe naturelle au titre des dommages causés par les inondations et coulées de boue survenues en 1982, 1983, 1992, 2009 et 2018, par la sécheresse en 1989, 2002 et 2011 et par des mouvements de terrain en 1983.

## Toponymie
| Nom                    | Siècle / Date     | Source                                                | Origine              |
| ---------------------- | ----------------- | ----------------------------------------------------- | -------------------- |
| Lanepla                | Xe siècle         | cartulaire de Sorde / Raymond                         |                      |
| Lane-Pla et Lanne-Pla' | 1172              | cartulaire de Sorde / Raymond                         |                      |
| Laneplan               | 1323              | cartulaire d'Orthez / Raymond                         |                      |
| Llaneplaa              | 1385              |                                                       |                      |
| Lanaplaa               | 1536              | Raymond                                               | réformation de Béarn |
| Lanaplan               | 1538              | Raymond                                               | réformation de Béarn |
| Lanneplâa              | fin XVIIIe siècle | carte de Cassini / Cassini                            |                      |
| Lanneplaa              | 1793              | Cassini                                               |                      |
| Lanneplau              | 1801              | Bulletin des lois / Cassini                           |                      |
| Lanneplàa              | 1863              | dictionnaire topographique Béarn-Pays basque/ Raymond |                      |
| Lanneplaà              |                   |                                                       |                      |

Il a comme origine le gascon lana (provenant du gaulois landa, « lande ») et plan (« plane »).
Lanneplaà indique donc une plaine de pâturages.

## Histoire
Paul Raymond note que la commune comptait une abbaye laïque, vassale de la vicomté de Béarn.
En 1385, Lanneplaà dépendait du bailliage de Larbaig et on y comptait 39 feux.

## Politique et administration
| Période                                  | Période | Identité       | Étiquette | Qualité      |
| ---------------------------------------- | ------- | -------------- | --------- | ------------ |
| 1977                                     | 2001    | Jacques Laulhé | SE        | Agriculteur  |
| 2001                                     | 2008    | Jacques Laulhé | SE        | Agriculteur  |
| 2008                                     | 2014    | Jacques Laulhé | SE        | Agriculteur  |
| 2014                                     | 2020    | Aline Langlès  | SE        | Agricultrice |
| 2020                                     | 2026    | Pierre Ziegler | SE        |              |
| Les données manquantes sont à compléter. |         |                |           |              |

### Intercommunalité
La commune fait partie de trois structures intercommunales :
- la communauté de communes de Lacq-Orthez ;
- le SIVU des villages réunis ;
- le syndicat de Gréchez.

Lanneplaà accueille le siège  du SIVU des villages réunis ainsi que celui du syndicat de Gréchez.

## Population et société

### Démographie
L'évolution du nombre d'habitants est connue à travers les recensements de la population effectués dans la commune depuis 1793. Pour les communes de moins de 10 000 habitants, une enquête de recensement portant sur toute la population est réalisée tous les cinq ans, les populations de référence des années intermédiaires étant quant à elles estimées par interpolation ou extrapolation. Pour la commune, le premier recensement exhaustif entrant dans le cadre du nouveau dispositif a été réalisé en 2005.

En 2022, la commune comptait 303 habitants, en évolution de −0,66 % par rapport à 2016 (Pyrénées-Atlantiques : +3,78 %, France hors Mayotte : +2,11 %).
| 1793 | 1800 | 1806 | 1821 | 1831 | 1836 | 1841 | 1846 | 1851 |
| ---- | ---- | ---- | ---- | ---- | ---- | ---- | ---- | ---- |
| 429  | 313  | 415  | 455  | 447  | 467  | 475  | 476  | 457  |

| 1856 | 1861 | 1866 | 1872 | 1876 | 1881 | 1886 | 1891 | 1896 |
| ---- | ---- | ---- | ---- | ---- | ---- | ---- | ---- | ---- |
| 430  | 401  | 410  | 403  | 384  | 372  | 355  | 365  | 330  |

| 1901 | 1906 | 1911 | 1921 | 1926 | 1931 | 1936 | 1946 | 1954 |
| ---- | ---- | ---- | ---- | ---- | ---- | ---- | ---- | ---- |
| 338  | 327  | 320  | 277  | 263  | 267  | 247  | 232  | 221  |

| 1962 | 1968 | 1975 | 1982 | 1990 | 1999 | 2005 | 2006 | 2010 |
| ---- | ---- | ---- | ---- | ---- | ---- | ---- | ---- | ---- |
| 220  | 206  | 200  | 215  | 241  | 247  | 275  | 282  | 321  |

| 2015 | 2020 | 2022 | - | - | - | - | - | - |
| ---- | ---- | ---- | - | - | - | - | - | - |
| 305  | 304  | 303  | - | - | - | - | - | - |

## Économie
L'activité est essentiellement tournée vers l'agriculture (élevage et polyculture).
La commune fait partie de la zone d'appellation d'origine contrôlée (AOC) du Béarn et de celle de l'ossau-iraty.

## Culture locale et patrimoine

### Patrimoine religieux

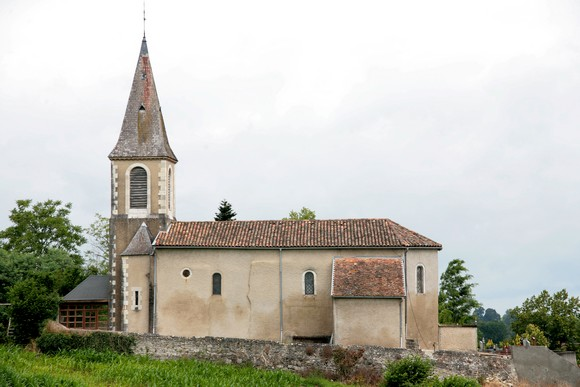
L'église paroissiale Saint-Jacques-le-Majeur.

L'église paroissiale Saint-Jacques-le-Majeur date de 1865. Elle est inscrite à l’inventaire général du patrimoine culturel.
L’église dédiée à saint Jacques le Majeur domine Lanneplaà et s’élève au milieu d’une végétation foisonnante.
L’édifice est restauré au XIXe siècle. Il s’inscrit donc dans le vaste mouvement initié par l’Église, visant à restaurer des églises mal entretenues ou trop petites, face à l’augmentation de la population.

C’est ainsi que de 1865 à 1866,un clocher est construit. 

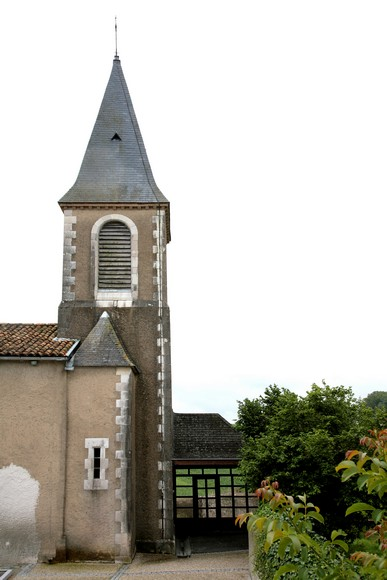
Clocher-porche de l’église Saint-Jacques-le-Majeur

 De plus, la nef est allongée par Henri d’Arnaudat, architecte de la ville d’Orthez. Puis, ce remaniement est complété en 1887 par des travaux de peinture et de dorures décoratives. Le peintre bayonnais, Louis Decrept en est le signataire
La commune se trouve sur la via Lemovicensis (ou voie limousine ou voie de Vézelay), nom latin d'un des quatre chemins de France du pèlerinage de Saint-Jacques-de-Compostelle.

### Patrimoine militaire

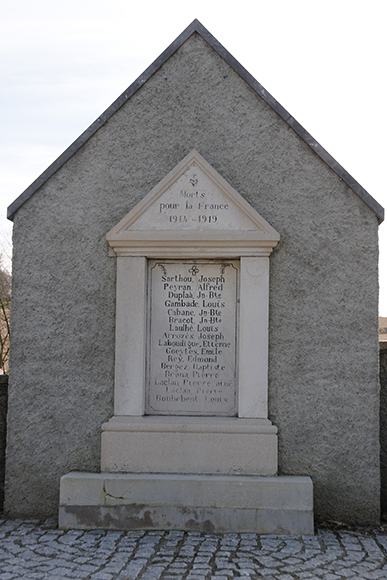
Monument aux morts de Lanneplaà.

De conception originale, le monument aux morts de Lanneplaà appartient à la catégorie des stèles commémoratives.
La stèle est adossée à un pignon, et revêt globalement l’aspect d’une façade de temple à l’antique. Construite sur un socle, elle se compose d’un soubassement mouluré, de deux piliers encadrant la stèle inscrite, et d’un fronton triangulaire surmontant le tout, dans le tympan duquel est écrit : « Morts pour la France 1914-1919 ».
Le nom des soldats est gravé sur la stèle centrale, entre les deux piliers.

## Équipements

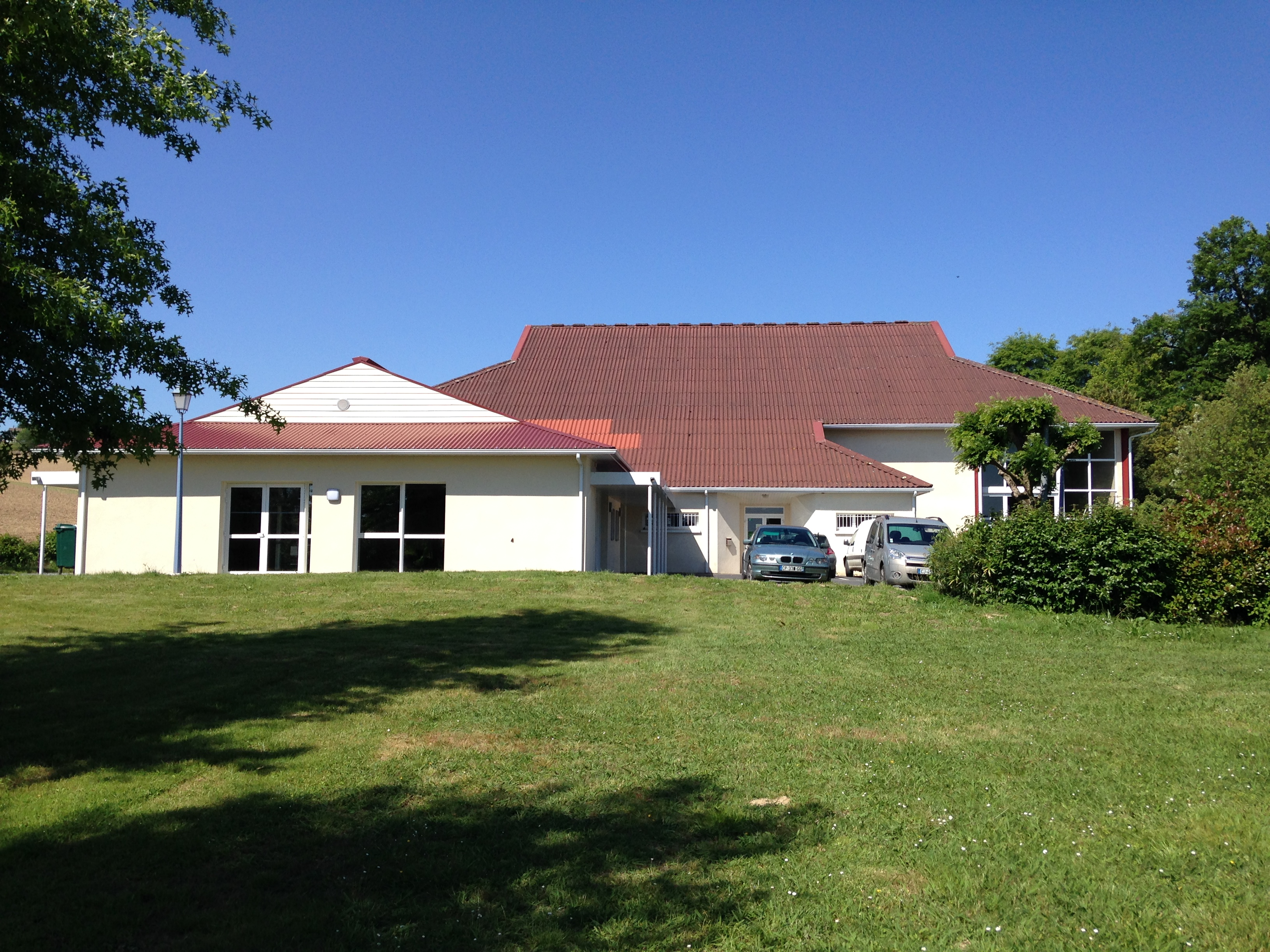
Salle polyvalente + Maison pour tous de Lanneplaà.

La commune  dispose :
- d'une salle polyvalente ;
- d'une salle communale ;
- d'une maison pour tous ;
- d'un terrain de jeux ;
- d'un boulodrome.

### Associations
Lanneplaà comprend 11 associations
- Association Familles Rurales (AFR) :
  - ALSH (accueil de loisirs sans hébergement) : permettre aux enfants âgés de 4 à 14 ans de développer leur autonomie, leurs créativités, leur sens du respect pour l’environnement et d’apprendre à vivre en collectivité, au travers d’activités variées et adaptées, encadrées par une équipe pédagogique ;
- L'envol Lanneplanais : volley-ball ;
- Gymnastique volontaire ;
- Mosaïk : développement du chant polyphonique ;
- Les Robins Béarnais : pratique de l’éducation physique et des sports et plus particulièrement du tir à l’arc sous toutes ses disciplines ;
- Cyclo Union Lanneplanais (C.U.L.) : pratique du VTT (vélo tout terrain) ;
- Les Galipettes : pratique du baby gym, de la gymnastique plaisirs et du trampoline en loisirs ;
- Plaisirs de vivre : réseau d’échange.
- Association communale de chasse agréée (ACCA)
- Comité des fêtes ;
- Los de Candau : rassemblement de seniors autour de repas et d’activités organisées, organisation de marches destinées aux personnes âgées, groupe de danse country, organisation de séances (réservées aux membres ou publiques) destinées à la sécurité, la sûreté.